# The Lane That Had No Turning
The Lane That Had No Turning è un film muto del 1922 diretto da Victor Fleming. Prodotto e distribuito dalla Famous Players-Lasky Corporation di Adolph Zukor, il film aveva come interpreti Agnes Ayres, Theodore Kosloff, Mahlon Hamilton, Wilton Taylor, Frank Campeau. La sceneggiatura di Eugene Mullin si basa sull'omonimo romanzo di Gilbert Parker, pubblicato a New York nel 1900.

## Trama
Il signore di Pontiac, lontano parente di Louis Racine, muore lasciando una clausola nelle sue volontà testamentarie che lascia cinquantamila franchi a Madelinette, la moglie di Louis, rendendo possibile la sua carriera come cantante lirica. Nemico di Louis, l'ex servitore del signore di Pontiac, Tardiff, insinua che esiste un testamento nascosto, ma Louis assume comunque il titolo del parente morto insieme alla sua proprietà. In uno scontro con Tardiff, Louis resta ferito alla schiena. Mentre Madelinette si prepara al suo debutto parigino, in Francia giunge, dall'Inghilterra, George Fournel, con i documenti che attestano i suoi diritti alla proprietà. Nel frattempo, l'operazione che ha subito alla schiena Louis non ha successo e, quando Madelinette torna da Parigi, trova il marito in condizioni talmente disperate che lei decide di abbandonare la propria carriera per prendersi cura di lui. Scopre poi il testamento nascosto che però viene rubato da Tardiff e portato a Fournel. Quest'ultimo, innamorato di Madelinette, per soddisfare la sua richiesta, lo brucia. Louis, preso dalla rabbia, uccide Tardiff e poi si suicida. La vedova ora è libera di amare Fournel e di proseguire la sua carriera artistica.

## Produzione
Il film fu prodotto dalla Famous Players-Lasky Corporation.

## Distribuzione

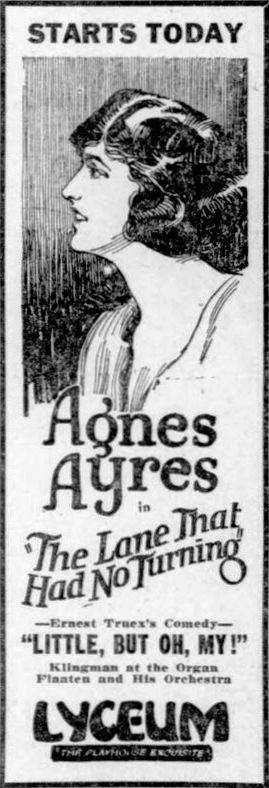
Pubblicità sul Duluth Herald
(25 gennaio 1922)

Il copyright del film, richiesto dalla Famous Players-Lasky Corp., fu registrato il 17 gennaio 1922 con il numero LP17472.

Distribuito dalla Famous Players-Lasky Corporation, il film uscì nelle sale statunitensi l'8 gennaio 1922.
Non si conoscono copie ancora esistenti della pellicola che viene considerata presumibilmente perduta.